# 弯角蝽属
弯角蝽属（学名：Lelia）是蝽象科下的一个属。

## 下属物种
本属包括以下物种：
- Lelia concavaemargo
- 十点蝽 Lelia decempunctata Motschulsky
- Lelia octopunctata (Dallas, 1849) Dallas, 1849